# NGC 7469
NGC 7469 é uma galáxia espiral barrada (SBa) localizada na direcção da constelação de Pegasus. Possui uma declinação de +08° 52' 26" e uma ascensão recta de 23 horas, 03 minutos e 15,5 segundos.
A galáxia NGC 7469 foi descoberta em 12 de Novembro de 1784 por William Herschel.